# Iphiaulax nigroscutellaris
Iphiaulax nigroscutellaris är en stekelart som beskrevs av Szepligeti 1914. Iphiaulax nigroscutellaris ingår i släktet Iphiaulax och familjen bracksteklar. Inga underarter finns listade i Catalogue of Life.